# جاك بيندر
جاك بيندر (بالإنجليزية: Jack Bender)‏ هو مخرج وممثل أمريكي، ولد في 25 سبتمبر 1949 بلوس أنجلوس في الولايات المتحدة.

## أعمال

### أفلام
- (1991) لعبة طفل 3

### مسلسلات
- الضياع
- الكاتراز
- بيفرلي هيلز 90210
- تحت القبة

## وصلات خارجية
- جاك بيندر على موقع IMDb (الإنجليزية)
- جاك بيندر على موقع ألو سيني (الفرنسية)
- جاك بيندر على موقع أول موفي (الإنجليزية)
- جاك بيندر على موقع قاعدة بيانات الأفلام السويدية (السويدية)
- جاك بيندر على موقع قاعدة بيانات الفيلم (الإنجليزية)
- جاك بيندر على موقع كينوبويسك (الروسية)